# Vojni ujetnik
Vojni ujetnik je vojak, mornar, letalec ali marinec, ki je bil ujet in zaprt s strani sovražnika med ali neposredno po oboroženem konfliktu. 
Mednarodno vojno pravo opredeljuje definicije, kaj je vojni ujetnik, kakšen status imajo in način ravnanja z njimi.
4. člen tretje ženevske konvencije varuje zajeto vojaško osebje (tiste, ki so del oboroženih sil, vendar ne sodelujejo neposredno v spopadih), nekatere gverilce in določene civiliste. Ta zaščita velja od trenutka, ko je bila oseba zajeta in do izpusta oz. repatriacije. Glavna določila konvencije določajo, da vojni ujetniki ne smejo biti mučeni, imajo pravico do hrane in medicinske pomoči, in da lahko ujetniki izdajo le svoje ime, rojstni dan, vojaški čin in vojaško evidenčno številko (če obstaja).
Status vojnega ujetnika ne zajema neoboroženih nebojevnikov, ki so bili zajeti v času vojne; le-te varuje četrta ženevska konvencija.